# ريتش سوان
ريتش سوان (بالإنجليزية: Rich Swann)‏ هو مصارع محترف أمريكي، ولد في 15 فبراير 1991 في بالتيمور في الولايات المتحدة.

## وصلات خارجية
- ريتش سوان على موقع دبليو دبليو إي (الإنجليزية)
- ريتش سوان على موقع CageMatch worker (الإنجليزية)
- ريتش سوان على موقع قاعدة بيانات المصارعة على الإنترنت (الإنجليزية)
- ريتش سوان على موقع عالم المصارعة على الإنترنت (الإنجليزية)
- ريتش سوان على موقع عالم المصارعة على الإنترنت (الإنجليزية)

- ريتش سوان على موقع IMDb (الإنجليزية)
- ريتش سوان على موقع قاعدة بيانات الفيلم (الإنجليزية)